# Ho sposato una gangster
Ho sposato una gangster (조폭 마누라, Jopok manura) è un film del 2001 diretto da Jo Jin-kyu.

## Trama
Eun-jin, dopo essere stata separata dalla sorella Yu-jin in tenera età, è diventata una gangpeh, ossia un temuto membro della mafia coreana, conosciuto con il nome di Mantis. Yu-jin, morente a causa di un male incurabile, chiede tuttavia alla sorella – della quale ignora il vero "mestiere" – di rifarsi una vita, sposarsi ed eventualmente avere un figlio, così da lasciare un ricordo di lei sulla terra. La giovane, malgrado non avesse alcuna intenzione di sposarsi, decide di celebrare il matrimonio con l'impiegato trentacinquenne Soo-il, celando anche a lui la sua vera identità. Poco prima di morire, Yu-jin fa tuttavia capire alla sorella quanto in realtà anche lei abbia bisogno di un uomo che le rimanga accanto.

## Distribuzione
Nella Corea del Sud, la pellicola è stata distribuita a partire dal 27 settembre 2001; in Italia è stata distribuita da Medusa Film nella collana Orizzonti, direttamente in DVD, nel corso del 2005.

### Edizione italiana
La direzione del doppiaggio – effettuato presso la D.P.T. - Digital Production Television di Roma – è a cura di Elide Cortesi, mentre i dialoghi italiani e l'assistenza al doppiaggio sono di Emanuela D'Amico.

## Seguiti
La pellicola ha avuto due seguiti: Jopok manura 2: Dolaon jeonseol (2003) e Jopok manura 3 (2006), entrambi inediti in Italia.